# Ireneusz (Steenberg)
Ireneusz, imię świeckie Matthew Craing Steenberg (ur. 7 grudnia 1978 na Okinawie) – amerykański biskup prawosławny służący w jurysdykcji Rosyjskiego Kościoła Prawosławnego poza granicami Rosji.

## Życiorys
Urodził się w amerykańskiej bazie wojskowej na Okinawie, jednak jako roczne dziecko przeniósł się z rodziną do Moscow w amerykańskim stanie Idaho, gdzie spędził większość dzieciństwa. Ukończył studia licencjackie w zakresie filologii klasycznej i religioznawstwa, a następnie na Uniwersytecie w Oxfordzie obronił magisterium w zakresie studiów patrystycznych i historii Kościoła. Do 2007 był wykładowcą na Uniwersytecie w Oxfordzie, następnie od 2007 do 2010 wykładał teologię i religioznawstwo na Uniwersytecie Trinity w Leeds. Brał udział w utworzeniu parafii Rosyjskiego Kościoła Prawosławnego poza granicami Rosji w Oxfordzie, powstałej w 2006, i był w niej regentem chóru. W 2007 przyjął święcenia diakońskie. W 2010 na zaproszenie arcybiskupa San Francisco i Zachodniej Ameryki Cyryla udał się do San Francisco, by wziąć udział w tworzeniu Institute of Higher Education in Orthodox Studies. 
8 marca 2010 złożył wieczyste śluby mnisze, przyjmując imię mnisze Ireneusz na cześć św. Ireneusza z Lyonu. W tym samym miesiącu został wyświęcony na hieromnicha przez arcybiskupa Cyryla, w soborze Ikony Matki Bożej „Wszystkich Strapionych Radość” w San Francisco i skierowany do pracy duszpasterskiej w cerkwi św. Tichona Zadońskiego w tym samym mieście. W 2011 otrzymał godność archimandryty. Od 2012 był dziekanem monasterów w eparchii zachodniej Ameryki Rosyjskiego Kościoła Prawosławnego poza granicami Rosji i dyrektorem nowo otwartego Instytutu Studiów nad Prawosławiem im. Świętych Cyryla i Atanazego. W 2014 został przełożonym nowo utworzonego monasteru św. Sylwana z Athosu w Sonorze.  
6 listopada 2016 w soborze w San Francisco miała miejsce jego chirotonia biskupia. Został wikariuszem eparchii zachodniej Ameryki z tytułem biskupa Sacramento. Od czerwca 2017 dodatkowo administrował parafiami eparchii brytyjskiej i irlandzkiej. Postanowieniem Świętego Synodu z 20 września 2018 r., został ordynariuszem dwóch eparchii: genewskiej i zachodnioeuropejskiej oraz brytyjskiej i irlandzkiej, z tytułem biskupa richmondzkiego i zachodnioeuropejskiego. W 2019 r. obydwie te administratury zostały połączone w nową eparchię brytyjską i zachodnioeuropejską, na czele której stanął biskup Ireneusz z tytułem biskupa londyńskiego i zachodnioeuropejskiego.